# Inge Müller
Inge Müller (nacida Inge Meyer; Berlín, 13 de marzo de 1925 - ibídem, 1 de junio de 1966) fue una poetisa de Alemania Oriental.

## Biografía
Durante la Segunda Guerra Mundial, participó en el  Reichsarbeitsdienst en diferentes localidades de Estiria hasta que fue enviada a Berlín como ayudante de la Luftwaffe. Sus padres fallecieron en un accidente aéreo y yacieron tres días entre los escombros con un perro. Este hecho marcaría mucho la vida de Inge. 
En la postguerra, trabajó de secretaria, Trümmerfrau, periodista y corresponsal. Su primer matrimonio con Kurt Loose duró muy poco pero tuvieron un hijo. Ya en 1948, se casó con Herbert Schwenker, gestor del Friedrichstadt-Palast y más tarde un miembro importante de Zirkus Busch, se hizo miembro del SED y disfrutó de una vida acomodada en Lehnitz (Oranienburg) entre 1954 y 1959.
En otoño de 1953, conoció a  Heiner Müller en una función de la Arbeitsgemeinschaft Junger Autoren y pronto se mudó a un apartamento con él con quien se casó en 1955.  La pareja, que llegó a ganarse la vida como escritores freelance, trabajó en dramas radiofónicos y teatrales.
Pero el sueño de Inge de trabajar con su marido como iguales empezó a derrumbarse, no dejaban de verla a la sombra de Heiner, a quien ella veía más como un co-trabajador que como un igual y en 1956 comenzó un romance con el hermano de Heiner de 16 años, Wolfgang Müller, que complicó aún más la relación marital. 
El reconocimiento de ambos con el Premio Heinrich Mann en 1959 y el hecho de que a Heiner lo expulsaran de la Deutscher Schriftstellerverband empeoró mucho más la situación. Aquejada de depresiones y problemas psicosomáticos intentó quitarse la vida varias veces hasta que lo consiguió el 1 de junio de 1966. Se editó póstumamente un poemario, pero su obra pasó rápidamente al olvido porque el suicidio no cuadraba con la política de Alemania Oriental y además Heiner reclamaba la autoría de muchas de sus colaboraciones.

## Obra
- Wölfchen Ungestüm (1955)
- Zehn Jungen und ein Fischerdorf (1958)
- Die Weiberbrigade
- Auf dem Wege
- Ich Jona.
- Der Lohndrücker (1956)
- Die Umsiedlerin (1956)
- Die Korrektur (1957)
- Klettwitzer Bericht (1958
- Unterwegs (1963)
- Poesiealbum (1976), póstumo.
- Wenn ich schon sterben muß (1985), póstumo.

Pero al margen de novelas y otras obras literarias, fue poetisa aunque en vida casi no pudo publicar poesía, sobre todo lo hizo en la antología In diesem besseren Land.

## Literatura
Biografías:
- Ines Geipel: Dann fiel auf einmal der Himmel um. Henschel Verlag 2002
- Sonja Hilzinger: Das Leben fängt heute an. Aufbau Verlag Berlin 2005
- Richard Pietraß: Wenn ich schon sterben muß. Aufbau Verlag Berlin 1985
- Sonja Hilzinger: Daß ich nicht ersticke am Leisesein. Aufbau Verlag Berlin 2002

- Datos: Q75236
- Multimedia: Inge Müller / Q75236